# Meng Qingyuan
Meng Qingyuan (chinesisch 孟庆元, Pinyin Mèng Qìngyuán; * 6. März 1984) ist ein ehemaliger  chinesischer Eishockeyspieler, der zuletzt bis 2012 bei China Dragon in der Asia League Ice Hockey unter Vertrag stand.

## Karriere
Meng Qingyuan begann seine Karriere als Eishockeyspieler beim regionalen Team in Harbin, für das er seit 2000 in der Chinesischen Eishockeyliga antrat und dort 2002 und 2003 Landesmeister wurde. Seit 2004 spielte er mit der Mannschaft, die sich 2006 in Hosa umbenannte, in der Asia League Ice Hockey. Als sich sein Team mit der Mannschaft Chang'chun Fuao aus Qiqihar zusammenschloss, erhielt auch Fu beim Fusionsprodukt China Sharks in Shanghai einen Vertrag. 2008 ging er nach Harbin zurück in die chinesische Liga und gewann dort 2011 erneut den Meistertitel. Nachdem der Spielzeit 2011/12, in der er für China Dragon erneut in der Asia League Ice Hockey auf dem Eis gestanden hatte, beendete er seine Karriere.

### International
Für China nahm Meng Qingyuan im Juniorenbereich an den U18-Weltmeisterschaften 2001 und 2002 in der Asien-Ozeanien-Division I teil. Im Seniorenbereich stand der Stürmer im Aufgebot Chinas bei den Weltmeisterschaften der Division I 2005 sowie der Division II 2006, 2008, 2009 und 2011.

## Erfolge und Auszeichnungen
- 2002 Chinesischer Meister mit der Mannschaft aus Harbin
- 2003 Chinesischer Meister mit der Mannschaft aus Harbin
- 2006 Aufstieg in die Division I bei der Weltmeisterschaft der Division II, Gruppe B
- 2011 Chinesischer Meister mit der Mannschaft aus Harbin

## Asia-League-Statistik
(Stand: Ende der Saison 2011/12)